# Prawo o ustroju adwokatury (II RP)
Prawo o ustroju adwokatury – ustawa z 1938 r. regulująca ustrój adwokatury w Polsce do 1950 r.

## Historia
Ustrój adwokatury w II Rzeczypospolitej był początkowo regulowany dekretem Nacazelnika Państwa z 1918 w przedmiocie statutu tymczasowego Palestry Państwa Polskiego  oraz dekret z 1919 r. w przedmiocie przepisów tymczasowych o obrońcach sądowych i obrońcach przy sądach pokoju. Ustrój adwokatury określono na nowo rozporządzeniem Prezydenta RP z 1932 r. (pod nazwą: Prawo o ustroju adwokatury). Ustawa z 1938 uchyliła to rozporządzenie.

## Zakres działania adwokatury
Do zakresu działania samorządu adwokackiego należały następujące sprawy:
- wpis na listę adwokatów i aplikantów adwokackich oraz wykreślenia z tej listy;
- nadzór nad działalnością zawodową członków adwokatury;
- ustalanie i krzewienie zasad etyki adwokackiej;
- sądownictwo dyscyplinarne;
- sądownictwo polubowne w sporach między adwokatami oraz adwokatów z klientami;
- kierowanie wykształceniem zawodowym aplikantów adwokackich;
- wyznaczanie z urzędu obrońców i zastępców stron o ile przepisy postępowania sądowego nie stanowiły inaczej;
- administracja izby, zarząd jej majątkiem oraz organizacja wzajemnej pomocy;
- przedstawicielstwo interesów zawodowych,
- udzielanie opinii na żądanie władz.

## Izba adwokacka
Adwokaci i aplikanci adwokaccy mający siedzibę w okręgu jednego sądu apelacyjnego, tworzyli izbę adwokacką.
Organami izby były:
- walne zgromadzenie adwokatów;
- rada adwokacka;
- sąd dyscyplinarny,
- komisja rewizyjna[4].

### Walne zgromadzenie
Do zakresu działania walnego zgromadzenia należały następujące sprawy:
- wybór członków okręgowej rady adwokackiej, sądu dyscyplinarnego izby i komisji rewizyjnej,
- wybór członków Naczelnej Rady Adwokackiej;
- uchwalanie budżetu izby i ustalanie wysokości składki rocznej na potrzeby izby,
- zatwierdzanie statutów funduszy  wzajemnej pomocy i zapomóg pośmiertnych;
- kontrola nad działalnością rady okręgowej,

### Rada adwokacka
Rada adwokacka składała się:
- w izbach, liczących do trzystu członków - z dziewięciu członków;
- w izbach, liczących ponad trzystu do tysiąca członków - z piętnastu członków;
- w izbach, liczących ponad tysiąc członków - z dziewiętnastu członków.

Według nowelizacji rozporządzenia z 1938 r. rada adwokacka składała się:
- w izbach liczących do 500 adwokatów - z dwunastu członków,
- w izbach liczących od 500 do 1000 adwokatów - z osiemnastu członków,
- w izbach  liczących ponad 1000 adwokatów – z dwudziestu czterech członków.

Rada adwokacka na pierwszym posiedzeniu wybierała dziekana oraz  jednego lub dwóch wicedziekanów.  Dziekan reprezentował okręgową rade adwokacką, kierował jej pracami oraz przewodniczył na posiedzeniach. Członkowie rady wybierani byli w głosowaniu tajnym.

### Sąd dyscyplinarny
Do zakresu działania sądu dyscyplinarnego izby adwokackiej należało wydawanie orzeczeń w sprawach dyscyplinarnych członków izby.
Sąd dyscyplinarny był w zakresie orzecznictwa niezawisły. Orzeczenia zapadały większością głosów, na podstawie swobodnej oceny dowodów i wyników postępowania. Obwiniony przybierał obrońcę spośród adwokatów. Postępowanie dyscyplinarne były tajne.

### Komisja rewizyjna
Do zakresu działania komisji rewizyjnej należała kontrola działalności finansowej i gospodarczej okręgowej rady adwokackiej. Przy kontroli brano pod uwagę badania zamknięć rachunkowych i ich zgodności z księgami, dowodami i stanem faktycznym.
Kadencja komisji rewizyjnej trwała rok.

## Naczelna Rada Adwokacka
Naczelna Rada Adwokacka oraz każda izba adwokacka miały osobowość prawną.
Naczelna Rada Adwokacka miała siedzibę w Warszawie
Do zakresu działania Naczelnej Rady Adwokackiej należały następujące sprawy:
- nadzór nad działalnością rad adwokackich;
- rozstrzyganie zażaleń na uchwały rad adwokackich;
- ustalanie jednolitych zasad wytycznych wykonywania samorządu i zawodu adwokackiego oraz organizacji zawodowego kształcenia aplikantów;
- uchwalanie budżetu rocznego z oznaczeniem udziału w nim poszczególnych izb;
- wydawanie opinii o projektach ustaw na żądanie Ministra Sprawiedliwości.

Do Naczelnej Rady Adwokackiej wchodzili członkowie, wybierani drogą tajnego głosowania przez walne zgromadzenia poszczególnych izb.

## Adwokaci
Na listę adwokatów wpisywano każdego, kto:
- posiadał obywatelstwo polskie i korzystał w pełni z praw cywilnych i obywatelskich;
- był nieskazitelnego charakteru i swym dotychczasowym postępowaniem dawał rękojmie zachowania godności stanu adwokackiego,
- władał językiem polskim w słowie i piśmie;
- ukończył uniwersyteckie studia prawnicze z ustalonymi w Polsce egzaminami;
- odbył aplikację adwokacką w sądach powszechnych lub wojskowych, zakończonych ustalonym egzaminem;
- złożył egzamin adwokacki.

## Aplikanci adwokaccy
Na listę aplikantów adwokackich wpisywano każdego, kto:
- posiadał obywatelstwo polskie i korzystał w pełni z praw cywilnych i obywatelskich;
- był nieskazitelnego charakteru i swym dotychczasowym postępowaniem dawał rękojmie zachowania godności stanu adwokackiego,
- władał językiem polskim w słowie i piśmie;
- ukończył uniwersyteckie studia prawnicze z ustalonymi w Polsce egzaminami;
- odbył aplikację adwokacką w sądach powszechnych lub wojskowych, zakończonych ustalonym egzaminem;
- nie był przez prawo zwolniony od obowiązku odbycia aplikacji,
- przedstawił zaświadczenie adwokata mającego prawo patronatu o gotowości przyjęcia go na praktykę.

Patronem był adwokat, który co najmniej od pięciu lat wpisany był na listę adwokatów. Adwokat zatrudniał u siebie tylko jednego aplikanta. Rada adwokacka zezwalała adwokatowi mającemu znaczną praktykę na przyjęcie dwóch aplikantów

## Odpowiedzialność dyscyplinarna
Za wykroczenie przeciw swym obowiązkom i uchybienie godności stanu adwokaci podlegali karze dyscyplinarnej.
Kary dyscyplinarne były następujące:
- upomnienie;
- nagana;
- zawieszenie w czynnościach adwokata na czas do jednego roku;
- skreślenie z listy adwokatów.

Obok kary nagany orzekano dodatkowo utratę prawa patronatu na czas do pięciu lat lub grzywnę od 50 do 5 000 zł.
Sądy dyscyplinarne  w zakresie orzecznictwa były niezawisłe.

## Nadzór państwowy
Nadzór rządowy nad działalnością samorządu adwokackiego sprawował Minister Sprawiedliwości. Zarządzenia nadzorcze Ministra Sprawiedliwości nie podlegały zaskarżeniu.